# 张岩 (冬季两项运动员)
张岩（1992年5月10日—），女，中国冬季两项运动员，2009年世界青年锦标赛女子10公里个人和女子6公里短距离金牌得主、2017年亚洲冬季运动会女子7.5公里短距离和女子10公里追逐银牌得主。